# تیم ملی فوتبال زیر ۱۶ سال فرانسه
تیم ملی فوتبال زیر ۱۶ سال فرانسه (انگلیسی: France national under-16 football team) یکی از رده‌های پایه فوتبال ملی در کشور فرانسه است که زیر نظر فدراسیون فوتبال فرانسه در مسابقات مختلف بین‌المللی حضور پیدا می‌کند.